# Дурікруст

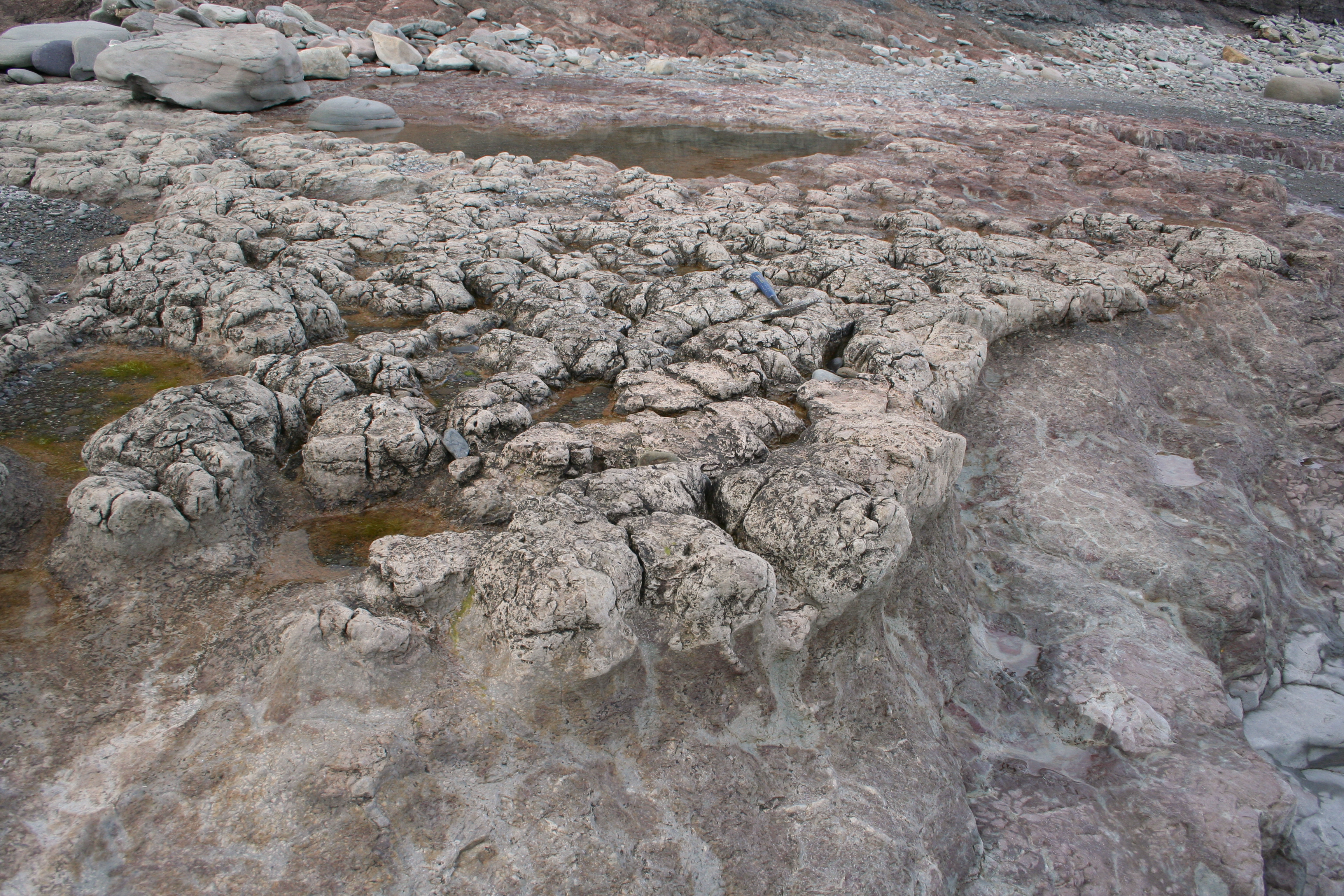
Підданий ерозії та сильно вивітрюваний шар грунту Нова Шотландія, Канада)

Дурікруст (англ. Duricrust) — це твердий шар на поверхні ґрунту. Товщина дурікрустів може бути від кількох міліметрів або сантиметрів до кількох метрів.
Це загальний термін (не плутати з дуріпаном) для зони хімічних осадів, утвореної на поверхні осадових тіл або поблизу неї в результаті процесів грунтоутворення. Зазвичай він утворюється шляхом накопичення розчинних мінералів, відкладених мінеральними водами, які рухаються вгору, вниз або збоку за рахунок капілярної дії, що зазвичай допомагає в посушливих умовах шляхом випаровування. Існують різні типи дурікрустів, кожен з яких відрізняється домінантною мінералогією. Наприклад, у латериті переважають напівоксиди заліза; у бокситі переважають напівоксиди алюмінію.

## Інтернет-ресурси
- Description [Архівовано 1 грудня 2010 у Wayback Machine.]
- NASA: The Sands of Mars [Архівовано 5 березня 2021 у Wayback Machine.]